# Château de Chassignole
{{Voir homon: Château de la Chassignole, à Doyet (Allier)}}

Le château de Chassignole est un château du XVe siècle, remanié au XVIIe et largement au XIXe, situé sur la commune de Bonnay en Saône-et-Loire, au bord de la Guye.

## Description
Le plan du bâtiment est proche d'un carré, flanqué sur deux de ses angles de tours circulaires, sur le troisième, d'une grosse tour carrée accostée d'une tourelle également carrée et, sur son quatrième angle, d'une petite tour. Une galerie, qui supporte une terrasse à balustrades, relie l'une des tours rondes à la tour carrée.
Le château est une propriété privée et ne se visite pas.

## Historique
- XVe siècle : époque vraisemblable de la construction du château
- 1464 : possession de Louis de Glorienne
- vers 1560 : le fief est acquis par François Dormy, président au Parlement de Paris
- 1592 : le fils du précédent, Pierre Dormy, vend le château à Robert de Belleperche
- fin XVIIe siècle : remaniements
- 1777 : la propriété passe des descendants du précédent à Louis-Hugues de La Porte, seigneur de Saint-Nizier-d'Azergues
- XIXe siècle : restauration importante